# Bad Teinach-Zavelstein
Bad Teinach-Zavelstein è un comune tedesco di 3 027 abitanti, situato nel land del Baden-Württemberg.